# Kwango (prowincja)
Kwango – prowincja w Demokratycznej Republice Konga. Prowincja powstała na mocy konstytucji przyjętej w 2006 roku, wcześniej znajdując się w granicach prowincji Bandundu. Stolicą prowincji jest miasto Kenge.